# Klaus Jünschke
Klaus Jünschke né le 6 septembre 1947 à Mannheim est un journaliste allemand, ancien membre du Collectif des Patients socialistes et de la première génération de la Fraction armée rouge.

## Biographie
Il est arrêté le 8 juillet 1972 en compagnie d'Irmgard Möller et condamné à la prison à vie en juin 1977[pourquoi ?]. Il est gracié en 1988.